# Pollenia japonica
Pollenia japonica este o specie de muște din genul Pollenia, familia Calliphoridae, descrisă de Kano et Shinonaga în anul 1966. Conform Catalogue of Life specia Pollenia japonica nu are subspecii cunoscute.